# Hemsjön (Horns socken, Östergötland)
Hemsjön är en sjö i Kinda kommun i Östergötland och ingår i Motala ströms huvudavrinningsområde. Sjön är 13,5 meter djup, har en yta på 1,09 kvadratkilometer och är belägen 127,2 meter över havet. Sjön avvattnas av vattendraget Skjulån.

## Delavrinningsområde
Hemsjön ingår i det delavrinningsområde (641973-149499) som SMHI kallar för Utloppet av Hemsjön. Medelhöjden är 152 meter över havet och ytan är 10,41 kvadratkilometer. Det finns ett avrinningsområde uppströms, och räknas det in blir den ackumulerade arean 30,43 kvadratkilometer. Skjulån som avvattnar avrinningsområdet har biflödesordning 3, vilket innebär att vattnet flödar genom totalt 3 vattendrag innan det når havet efter 169 kilometer. Avrinningsområdet består mestadels av skog (69 procent) och jordbruk (14 procent). Avrinningsområdet har 1,09 kvadratkilometer vattenytor vilket ger det en sjöprocent på 10,4 procent.